# Ulterior Motives
"Ulterior Motives" (日本語で「下心」の意)とは1986年もしくはそれ以前に映画製作者のクリストファー・セイント・ブースとフィリップ・エイドリアン・ブースが製作した楽曲である。 2021年にオンライン上に17秒ほどの断片が作者不明の状態でアップロードされると、たちまち有名となった。
当初ネットユーザーは当時議論の争点となっていた歌詞から"Everyone Knows That" (略：EKT、日本語で「誰もが知っている」の意)もしくは"Ulterior Motives"と呼んでいた。
この断片は2021年にWatZatSongという曲名特定サイトにスペイン人ユーザーのcarl92が最初に投稿した。彼はこの断片を古いDVD のバックアップファイルの中から見つけ、オーディオ録音を学んでいた頃のものだったのではないかと主張した。投稿以来、ネットユーザーはこの曲のフルバージョンと情報を探し続けた。2024年の2月にはガーディアン紙が紙面上にて「インターネット史上最大で不朽の音楽ミステリー」と評している。
2024年4月28日、Redditのユーザーがこの曲の作者及び出どころを1986年のポルノ映画「Angels of Passion」と特定した。 2024年5月現在、（劇中のBGMではない）オリジナルサウンドトラックが存在しているかは不明である。

## 背景と作曲
"Ulterior Motives"は1986年頃にクリストファー・セイント・ブースとフィリップ・エイドリアン・ブースにより録音された。当時彼らはスウィーニー・トッドというバンドに所属していたが、「お金のためなら何でもしていた」ということで映画の製作アシスタントも兼任していた。彼らの友人の一人にポルノ映画の制作者がいて、その人が自身の映画用に楽曲が必要で、クリストファー曰く「彼らはBGM用の曲を少しあげただけでそれなりのお金をくれたよ」となり、楽曲提供を行っていた。結果、当初はポップ・ミュージックとして製作された"Ulterior Motives"は1986年の「Angels of Passion」というポルノ映画のサウンドトラックとして採用された。クリストファーは曲の歌詞に関して「あることを言っておきながら後になって全く別のことをしていた」浮気した女から着想を得たと語っている。完成した曲はジャンルとしてはニュー・ウェイヴとシンセポップに当てはまるとされた。

## ネット上の捜索活動
2021年10月7日、WatZatSong上にてcarl92というユーザーが曲名を特定してほしいと17秒ほどのこの曲の断片を投稿し、ページ名を「Mid 80s, bad quality（日本語訳：80年代中頃、低クオリティ）」と投稿した上で「このサンプルを古いDVDのバックアップに混ざっているのを見つけた。多分オーディオ録音を学んでいた頃の残り物だろう」と説明した。 この曲は1980年代当時のヒットソングとの類似性、そしてLinnDrum及びヤマハ・DX7が使用されたと見られたことから少なくとも1983年以降に録音されたと推測された。ユーザーの中には曲全体がどのようなものであったかを探るため断片部分から再作成を試みた一方、一部からは釣りではないかとする説も出た。結果的にWatZatSongが2006年に開設されて以来最も有名な投稿となり、WatZatSong上に投稿された断片の中で一番コメント数を獲得した。
この曲は2022年後半から2023年にかけて有名になり、2023年6月にこの曲の捜索活動を専門に行う板がRedditにて開設された。2024年1月7日、この板のユーザー二人がフランスのTF1の取材を受けた。
当初この曲の捜索活動はそれほど注目を集めなかったものの、徐々に熱心な参加者を獲得した。この頃提唱された説には1990年代のMTVや音楽素材、CMソングなどがあった。また候補に挙げられた歌手やバンドにはロクセット、サヴェージ・ガーデン、ジェイソン・ペイジなどがいた。2023年8月、捜索者はカナダのSOCANのデータベースに著作権者が"Booth Christopher David"と"Booth Philip"となっていた「Ulterior Motives」というタイトルで登録されている曲を発見した。

### 発見
2024年4月28日、Redditユーザーのu/south_pole_ballとu/One-Truth-5867が曲名と歌手を特定したと書き込んだ。同時にこの断片が 「Angels of Passion」という1986年に公開されたポルノ映画から来ていることも判明した。見つけたユーザーはブース兄弟が著作権データベースに「Ulterior Motives」という曲名で曲を登録していたのを発見し、そこから彼らはクリストファーがポルノ映画のソングライターであることを発見し、この曲が使用された映画を見つけるまで彼の曲が使用された映画を中心に捜索した。翌日の4月29日にブースがInstagramに曲の発見について投稿した。 彼はその後自身が元の曲の歌詞を紹介するリールを投稿し、本来の歌詞が"everyone knows that"ではなく"everyone knows it"と判明した。
5月1日にローリング・ストーン誌のインタビューにてクリストファーは「Ulterior Motives」と同様の曲を集めたアルバムをリリースする計画があることを明らかにした。曲自体に関してクリストファーは「リズムトラック」を発見することは出来たもののボーカルトラックは未だ発見出来ておらず、もし見つからなければ再録するとした。